# Medaglia dell'incoronazione di Giorgio VI
La medaglia dell'incoronazione di Giorgio VI fu una medaglia commemorativa coniata per celebrare l'incoronazione di Giorgio VI del Regno Unito nel 1937. Così come per tutte le medaglie commemorative inglesi, spettava alle autorità locali designare gli insigniti di questa medaglia oltre che al re stesso.
Vennero coniate in tutto 90.279 medaglie tra cui:
- 6.887 agli australiani
- 10.089 ai canadesi

## Descrizione
- La medaglia consisteva in una medaglia circolare d'argento. Sul diritto si trovano le effigi del Re Giorgio VI e della moglie Elizabeth Bowes-Lyon, con corona ed abiti da cerimonia, rivolti verso sinistra. Sul metro si trovano le cifre reali "GRI" (Georgius Rex et Imperator), sormontate da una grande corona reale, con l'iscrizione CROWNED / 12 May 1937 (incoronato 12 maggio 1937). Attorno alle cifre la legenda: GEORGE VI QVEEN ELIZABETH (Giorgio VI - Regina Elisabetta).
- il nastro è blu con un nastro bianco, uno rosso ed uno bianco per parte.

## Fonti
- Veterans Affairs Canada, su vac-acc.gc.ca. URL consultato l'8 novembre 2009 (archiviato dall'url originale il 26 marzo 2005).
- NZDF Medals, su medals.nzdf.mil.nz.